# Università di Costanza
L'Università di Costanza (in tedesco: Universität Konstanz [ˌunivɛʁziˈtɛːt ˈkɔnstants]) è un'università pubblica tedesca con sede a Costanza nel Baden-Württemberg, in Germania.

## Storia
L'Università di Costanza fu fondata nel 1966 come università riformata. Nei suoi primi anni fu collocata in vari edifici del centro storico fino a quando, nel 1972, fu inaugurato il campus sul Giessberg. La costruzione iniziò nel 1970 e durò fino al 1983; l'area sulla quale si estendeva l'università appartenne al villaggio indipendente di Allmannsdorf, sino al 1º gennaio 1915, quando fu incorporato nella città di Costanza. Il logo dell'università fu progettato da Otl Aicher nel 1980.

## Struttura
L'ateneo è organizzato in tre facoltà:
- Discipline umanistiche
- Scienze matematiche, fisiche e naturali
- Scienze politiche, giuridiche ed economiche

L'università è situata sulla riva del lago di Costanza a quattro chilometri dal confine svizzero e si estende su circa 90.000 metri quadrati, all'interno del Mainauwald (foresta di Mainau). Il complesso universitario è formato da una serie di edifici collegati donando l'idea di un villaggio di montagna; al proprio interno, nell'area nord-ovest, si trova il giardino botanico dell'università.

## Collaborazione internazionale
L'Università di Costanza ospita il Center for Alternatives to Animal Testing in Europe (CAAT-Europe), facente parte dell'università Johns Hopkins.

## Rettori
- Gerhard Hess (1966-1972)
- Theopont Diez (1972-1973) – commissario statale
- Frieder Naschold (1974-1976)
- Horst Sund (1976-1991)
- Bernd Rüthers (1991-1996)
- Rudolf Cohen (1996-2000)
- Gerhart von Graevenitz (2000-2009)
- Ulrich Rüdiger (2009-2018)
- Kerstin Krieglstein (dal 2018)